# Albánia a 2013-as úszó-világbajnokságon
Albánia négy úszóval vett részt a 2013-as úszó-világbajnokságon, akik négy versenyszámban indultak.

## Úszás
Férfi
| Versenyző   | Verseny                | Selejtező | Selejtező | Elődöntő          | Elődöntő          | Döntő             | Döntő             |
| Versenyző   | Verseny                | Idő       | Helyezés  | Idő               | Helyezés          | Idő               | Helyezés          |
| ----------- | ---------------------- | --------- | --------- | ----------------- | ----------------- | ----------------- | ----------------- |
| Klavio Meça | 400 méteres gyorsúszás | 4:27.25   | 46        | N/A               | N/A               | Nem jutott tovább | Nem jutott tovább |
| Evin Zekthi | 200 méteres gyorsúszás | 2:00.43   | 59        | Nem jutott tovább | Nem jutott tovább | Nem jutott tovább | Nem jutott tovább |

Női
| Versenyző       | Verseny                   | Selejtező | Selejtező | Elődöntő          | Elődöntő          | Döntő             | Döntő             |
| Versenyző       | Verseny                   | Idő       | Helyezés  | Idő               | Helyezés          | Idő               | Helyezés          |
| --------------- | ------------------------- | --------- | --------- | ----------------- | ----------------- | ----------------- | ----------------- |
| Noel Borshi     | 100 méteres pillangóúszás | 1:06.77   | 46        | Nem jutott tovább | Nem jutott tovább | Nem jutott tovább | Nem jutott tovább |
| Anxhela Kashari | 50 méteres gyorsúszás     | 28.48     | 58        | Nem jutott tovább | Nem jutott tovább | Nem jutott tovább | Nem jutott tovább |